# MASwings

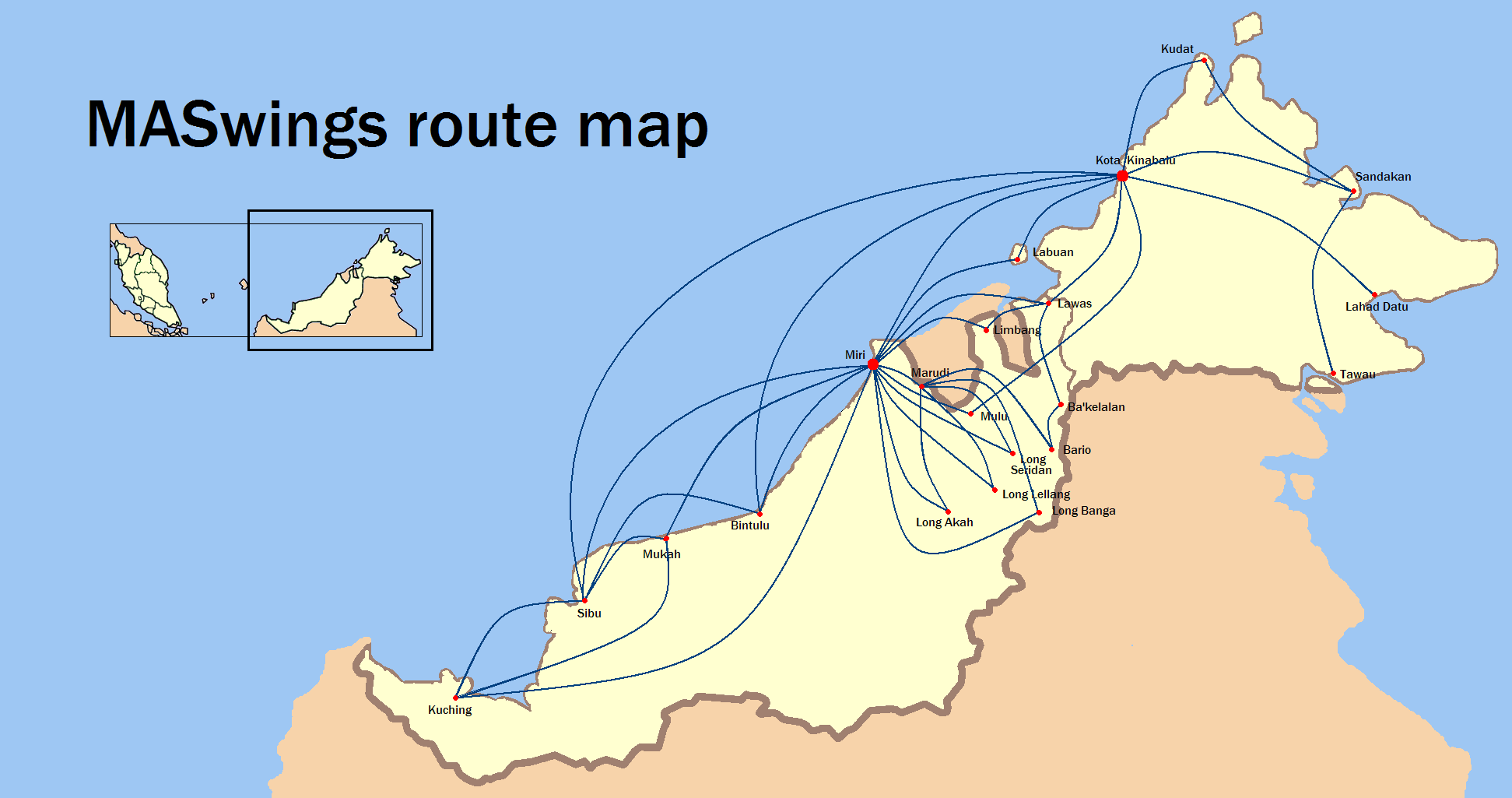
Mapa połączeń

MASwings – malezyjska regionlana linia lotnicza z siedzibą w Miri. Obsługuje połączenia na wyspie Borneo.